# Szakáld
Szakáld is een plaats (község) en gemeente in het Hongaarse comitaat Borsod-Abaúj-Zemplén. Szakáld telt 567 inwoners (2001).